# Venciūnai
Venciūnai är en ort i Litauen. Den ligger i den södra delen av landet, 80 km väster om huvudstaden Vilnius. Venciūnai ligger 136 meter över havet och antalet invånare är 588.
Terrängen runt Venciūnai är platt, och sluttar västerut. Runt Venciūnai är det ganska glesbefolkat, med 24 invånare per kvadratkilometer. Närmaste större samhälle är Alytus, 5,7 km väster om Venciūnai. Omgivningarna runt Venciūnai är en mosaik av jordbruksmark och naturlig växtlighet.